# Estado del Maranhão y Piauí
El Estado del Maranhão y Piauí (Maranhão e Piauí en portugués) era una unidad administrativa creada en 1772 por el Marqués de Pombal, en la América portuguesa. Comprendía las capitanías del Maranhão y de Piauí.
Fue regulado el 20 de agosto de 1772 y ejecutado dos años después, el 9 de julio de 1774.
Existió hasta 1808, con la instalación de la Corte de Juan en Río de Janeiro, dando los primeros pasos en la integración política de la Amazonía con el resto de Brasil. Sin embargo, otras fuentes indican fechas como 1811 (cuando la capitanía de Piauí dejó de estar subordinada a la capitanía de Maranhão) o 1815 (elevación del Estado del Brasil al Reino del Brasil).
Otros estudios afirman que la unidad fue un "pseudo-Estado" (así como el Estado del Gran Pará y Río Negro), siendo reintegrados a la vieja división del Estado del Brasil y no subordinadas directamente a Portugal.